# 瓦塔穆

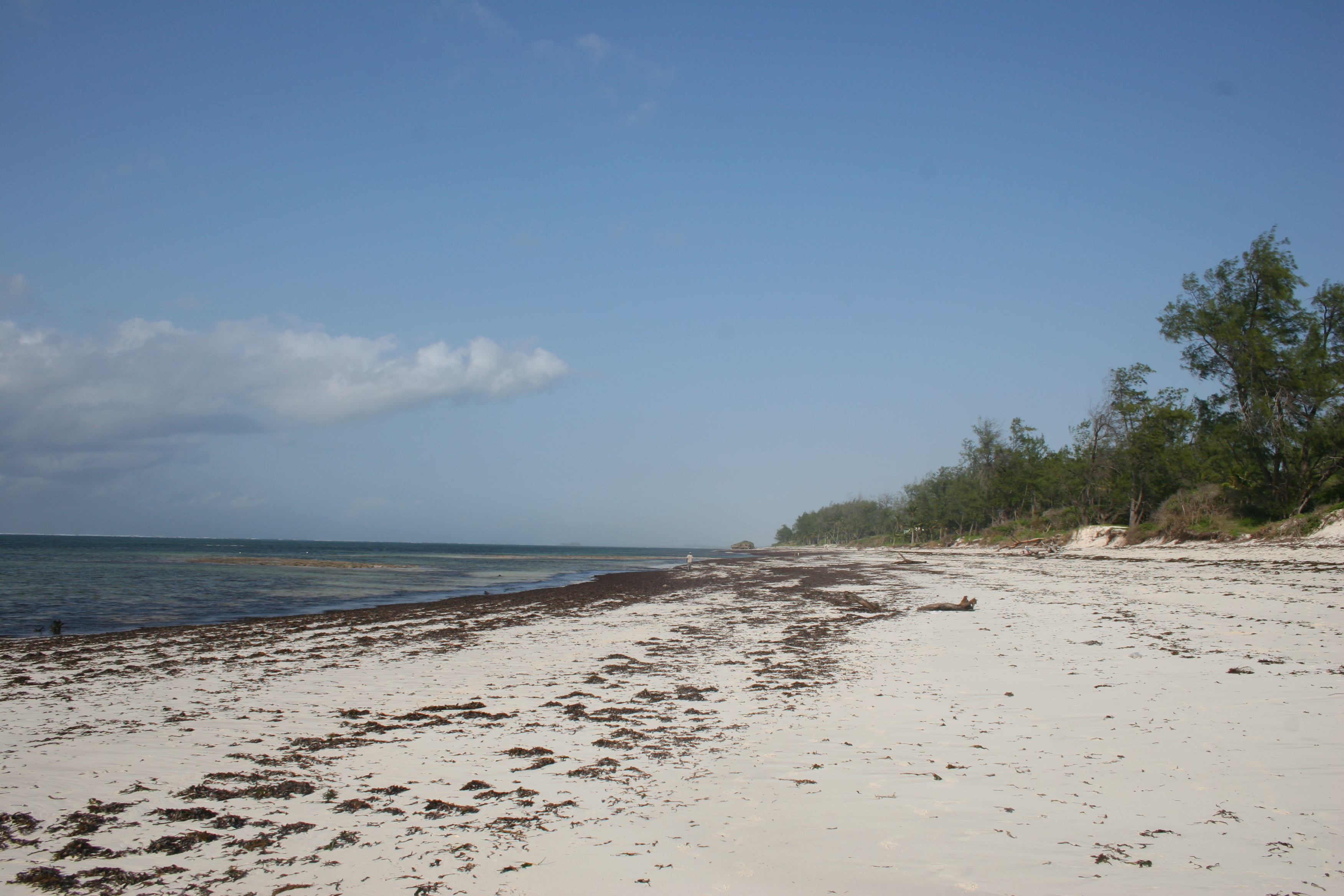
瓦塔穆的海灘

瓦塔穆是東非國家肯雅的城鎮，由濱海省負責管轄，位於印度洋沿岸，是瓦塔穆海洋國家公園的一部分，距離馬林迪約25公里，是熱門的旅遊地點，主要經濟活動有旅遊業和漁業，人口約5,000。
3°21′S 40°01′E / 3.350°S 40.017°E